# Коле Изарко (Болцано)
Коле Изарко је насеље у Италији у округу Болцано, региону Трентино-Јужни Тирол.
Према процени из 2011. у насељу је живело 1026 становника. Насеље се налази на надморској висини од 1075 м.